# هدروار
هدروار (به مجاری:  Hédervár) یک شهرداری در مجارستان است که در Moson واقع شده‌است. هدروار ۱۴٫۲۸ کیلومتر مربع مساحت و ۱٬۱۲۷ نفر جمعیت دارد.